# Свети Никола (Мокрени)
Вижте пояснителната страница за други значения на Свети Никола.
„Свети Никола“ (на македонска литературна норма: „Свети Никола“) е възрожденска православна църква във велешкото село Мокрени, централната част на Северна Македония, обявена за паметник на културата.
Църквата е построена в 1852 година В храма има запазени ценни възрожденски стенописи от 1860 година, според запазения надпис. Дарител на стенописите е „раб Божи Димитър“. Стенописите са базирани на медна щампа, но са силно повредени.